# 藍井エイル
 藍井 エイル（あおい エイル、1988年11月30日 - ）は、日本の女性歌手。北海道札幌市出身。

## 来歴
幼少期から音楽好きな家族の中で暮らす。高校時代にはバンドを組み、当初はギター担当だったが、本人の熱望もあり後にボーカルを担当する。将来は看護師になることを考えていた。
インターネットの動画サイトにピコの「Story」のカバー曲を投稿したことを契機に、TEAM NACSの安田顕の兄で作曲家の安田史生と知り合った。2011年4月に発売された『リスアニ!』Vol.5の付録CDに「frozen eyez」がEir（エイル）名義で収録された。
2011年10月19日発売のテレビアニメ『Fate/Zero』のエンディングテーマ「MEMORIA」でデビューした。8月12日に東京ビッグサイトで開催されたコミックマーケット80では『Fate/Zero』のエンディングテーマで使用される映像が初披露した。
当初は、CDジャケットやインタビュー、PV等の撮影の際には、常に顔の下半分を隠してプロモーションしていたが、2作目のシングル『AURORA』の公式発表に伴い、素顔を明らかにした。
2015年5月8日、テレビ朝日系音楽番組「ミュージックステーション」にLiSAとともに初出演し、「IGNITE」を披露した。
2015年9月7日、8月29日に誤嚥性肺炎のため入院したことが明らかになり、同時にAnimelo Summer Live 2015 -THE GATE-の欠席を発表した。
2016年8月18日、体調不良により当面の活動休止を発表し、11月4、5日の日本武道館公演以降は無期限活動休止することを10月14日に発表して活動を休止した。
2018年2月8日、活動再開を発表する。6月に、復帰作となる14枚目のシングル『流星/約束』を発売する。8月に復帰後初のライブツアーを日本武道館で開催する。
2019年3月1日、「MEMORIA」が平成アニソン大賞アーティストソング賞（2010年 - 2019年）に選出された。
2021年4月22日、プロゲーミングチーム「魚群」にストリーマーとして加入する。
2023年1月19日、体調不良のため再び活動休止することを発表した。
2023年12月31日、所属事務所のぐあんばーる及びレーベルのSACRA MUSICと契約終了を公式サイトで発表した。
2024年4月8日、プロゲーミングチーム「魚群」を脱退。
2024年5月1日、株式会社MONSTAR designと業務提携の契約を締結。
2025年3月1日、EX THEATER ROPPONGIにてファンクラブ会員限定のワンマンライブ「BLUE FLAiR」を開催。
2025年4月6日、Zepp札幌にて開催された、anitopia SAPPORO 2025へ出演。以降、国内外のライブ活動も精力的に再開している。
弟が一人いる。
好きな食べ物はスープカレー、ラーメン、辛いもの。嫌いな食べ物はじゃがいも。
好きなミュージシャン、バンドはDo As Infinity、ONE OK ROCK、GLAY、YUI、LiSA、Cocco、Hysteric Blue、FLOWER、相川七瀬、戸松遥、鬼束ちひろ、椎名林檎、MISIA、BUMP OF CHICKEN、Miyaviや、DIR EN GREY、the GazettEなどヴィジュアル系バンドも好む。洋楽ではEvanescenceが好きとTwitterで呟いている。藍井エイル限定雑誌「RED&BLUE」でのコメントによると、学生時代に組んでいたバンドでコピーしたことをきっかけに、（洋邦問わず）パンクを聴くようになったとの事。
自身と同じく『Fate/Zero』『ソードアート・オンライン』のテーマソングを担当したLiSAとは親交が深く、お互いのライブを観覧しあう仲である。他にも、Kalafina、相川七瀬、春奈るなとも親交がある。
自身の楽曲はアニメソングが多いが、楽曲の間奏などでは激しく頭や首を振るなど、いわゆるヘッドバンギングを行う。ペンライトを振ったりジャンプをするなど、ロックバンドのような激しいライブパフォーマンスが特徴。
デビュー後も作詞などのクレジットにはEir名義を用いている。本人曰く、歌唱法などに最も影響を受けたボーカリストはDo As Infinityの伴都美子。
顔の下半分を意図的に隠していたのは「ミステリアスな雰囲気に憧れていたから」としていたが、実際は「自分をそのまま出すことが恥ずかしかったんです。ネット上に自分の写真が残ってしまうことにも抵抗があって」と後に告白している。
ゲーム好きで、特に『ドラッグオンドラグーン』などの鬱ゲーを好んでプレイしている。その縁と熱意で『ドラッグオンドラグーン3』のテーマソングを担当する。

## ディスコグラフィ

### シングル

#### 配信限定シングル
| 配信日         | タイトル                                     | 規格                   | レーベル             |
| -------------- | -------------------------------------------- | ---------------------- | -------------------- |
| 2020年12月25日 | IGNITE - From THE FIRST TAKE                 | デジタル・ダウンロード | THE FIRST TAKE MUSIC |
| 2020年12月25日 | I will… - From THE FIRST TAKE                | デジタル・ダウンロード | THE FIRST TAKE MUSIC |
| 2022年11月25日 | 心臓 (DubVision Remix) - SACRA BEATS Singles | デジタル・ダウンロード | SACRA MUSIC          |
| 2023年12月31日 | 青く、青く                                   | デジタル・ダウンロード | SACRA MUSIC          |
| 2024年6月29日  | BEYOND GAZE                                  | デジタル・ダウンロード | インディーズ         |
| 2024年8月16日  | 空のカタチ                                   | デジタル・ダウンロード | インディーズ         |

### アルバム

#### トリビュートアルバム
| 発売日        | タイトル | 規格品番              | オリコン 最高位 | レーベル    |
| ------------- | -------- | --------------------- | --------------- | ----------- |
| 2012年4月11日 | Prayer   | 期間限定盤：SECL-1087 | 12位            | SME Records |

### 映像作品
|     | 発売日        | 発売日        | タイトル                                                                | 規格品番 | レーベル    |
| --- | ------------- | ------------- | ----------------------------------------------------------------------- | --- | ----------- |
| 1st | 2015年3月25日 | 2015年3月25日 | Eir Aoi Special Live 2014 〜IGNITE CONNECTION〜 at TOKYO DOME CITY HALL | BD：SEXL-60 DVD：SEBL-191                                                                                   | SME Records |
| 2nd | 2016年2月10日 | 2016年2月10日 | Eir Aoi Special Live 2015 WORLD OF BLUE at 日本武道館                   | BD：SEXL-71 2DVD：SEBL-201/2                                                                                | SME Records |
| 3rd | 2017年2月15日 | 2017年2月15日 | Eir Aoi 5th Anniversary Special Live 2016 〜LAST BLUE〜 at 日本武道館   | 初回盤：SEXL-90/2（BD+2CD） 通常盤：SEXL-93（BD） 初回盤：SEBL-223/6（2DVD+2CD） 通常盤：SEBL-227/8（2DVD） | SME Records |
| 4th | 2018年12月5日 | 2018年12月5日 | 藍井エイル Specia Live 2018 〜RE BLUE〜 at 日本武道館                   | 初回盤：VVXL-23/4（BD+CD） 通常盤：VVXL-25（BD） 初回盤：VVBL-120/2（2DVD+CD） 通常盤：VVBL-123/4（2DVD）   | SACRA MUSIC |
| 5th | 2020年        | 1月29日       | 藍井エイル LIVE TOUR 2019 “Fragment oF” at 神奈川県民ホール             | BD：VVXL-58 2DVD：VVBL-132/3                                                                                | SACRA MUSIC |
| 6th | 2020年        | 12月23日      | 藍井エイルLIVE TOUR 2020 "I will..." 〜have hope〜                      | 通常盤：VVXL-59（BD） ファンクラブ限定盤：VVX8-5（BD+CD+フォトブック）                                      | SACRA MUSIC |

### 楽曲参加
- 蒼穹のファンファーレ (FictionJunction feat.藍井エイル & ASCA & ReoNa)
  - ソードアート・オンライン10周年テーマソング

## タイアップ曲
| 楽曲               | タイアップ | 時期   |
| ------------------ | --- | ------ |
| MEMORIA            | テレビアニメ『Fate/Zero』エンディングテーマ                                                                       | 2011年 |
| AURORA             | テレビアニメ『機動戦士ガンダムAGE』第四部・三世代編オープニングテーマ                                             | 2012年 |
| INNOCENCE          | テレビアニメ『ソードアート・オンライン』フェアリィ・ダンス編オープニングテーマ                                    | 2012年 |
| アヴァロン・ブルー | TBS系テレビ『ランク王国』2012年12月・2013年1月度オープニングテーマ                                                | 2012年 |
| アヴァロン・ブルー | テレビ東京系『解禁!暴露ナイト』2013年エンディングテーマ                                                           | 2013年 |
| 空を歩く           | ハウステンボス『100万本のバラ祭』CMソング                                                                         | 2013年 |
| コバルト・スカイ   | TBS系テレビ『CDTV』2013年7月度オープニングテーマ                                                                  | 2013年 |
| シリウス           | テレビアニメ『キルラキル』オープニングテーマ                                                                      | 2013年 |
| サンビカ           | テレビアニメ『キルラキル』挿入歌                                                                                  | 2013年 |
| クロイウタ         | PS3ゲーム『ドラッグオンドラグーン3』テーマソング                                                                  | 2013年 |
| 虹の音             | テレビアニメ『ソードアート・オンライン Extra Edition』テーマソング                                                | 2013年 |
| KASUMI             | 日本テレビ系『フットンダ』2014年1月度エンディングテーマ                                                           | 2014年 |
| KASUMI             | 日本テレビ系『ミュージック・ドラゴン』パワープレイ                                                                | 2014年 |
| IGNITE             | テレビアニメ『ソードアート・オンラインII』ファントム・バレット編オープニングテーマ                                | 2014年 |
| ツナガルオモイ     | TBS系テレビ『ランク王国』2014年10・11月度オープニングテーマ                                                       | 2014年 |
| GENESIS            | テレビアニメ『アルドノア・ゼロ』第2クールエンディングテーマ                                                       | 2015年 |
| シンシアの光       | PS3・PS Vitaゲーム『ソードアート・オンライン -ロスト・ソング-』オープニングテーマ                                 | 2015年 |
| ラピスラズリ       | テレビアニメ『アルスラーン戦記』エンディングテーマ                                                                | 2015年 |
| アクセンティア     | PS Vitaゲーム『デジモンワールド -next 0rder-』主題歌                                                              | 2016年 |
| 翼                 | テレビアニメ『アルスラーン戦記 風塵乱舞』オープニングテーマ                                                       | 2016年 |
| 流星               | テレビアニメ『ソードアート・オンライン オルタナティブ ガンゲイル・オンライン』オープニングテーマ                  | 2018年 |
| アイリス           | テレビアニメ『ソードアート・オンライン アリシゼーション』エンディングテーマ                                       | 2018年 |
| Daylight           | アプリゲーム『AIカードダス ZENONZARD』イメージソング                                                              | 2018年 |
| UNLIMITED          | PS VRゲーム『東京クロノス』オープニングテーマ                                                                     | 2019年 |
| 月を追う真夜中     | テレビアニメ『グランベルム』オープニングテーマ                                                                    | 2019年 |
| voyage             | アプリゲーム『クロス×ロゴス』テーマソング                                                                         | 2019年 |
| 星が降るユメ       | テレビアニメ『Fate/Grand Order -絶対魔獣戦線バビロニア-』エンディングテーマ                                       | 2019年 |
| I will...          | テレビアニメ『ソードアート・オンライン アリシゼーション War of Underworld』2ndクールエンディングテーマ            | 2020年 |
| 鼓動               | テレビアニメ『バック・アロウ』2ndクールオープニングテーマ                                                         | 2021年 |
| Contradiction      | ゲーム『ファントムブレイカー：オムニ』全世界共通イメージソング                                                    | 2021年 |
| アトック           | テレビアニメ『BLUE REFLECTION RAY/澪』第2クールオープニングテーマ                                                 | 2021年 |
| PHOENIX PRAYER     | テレビアニメ『15周年 コードギアス 反逆のルルーシュ』第2クールオープニングテーマ                                   | 2021年 |
| Resonance          | アプリゲーム『放置少女〜百花繚乱の萌姫たち〜』5周年記念テーマソング                                               | 2022年 |
| HELLO HELLO HELLO  | テレビアニメ『カッコウの許嫁』第1期第2クールエンディングテーマ                                                    | 2022年 |
| 心臓               | アニプレックス配給劇場版アニメ映画『劇場版 ソードアート・オンライン -プログレッシブ- 冥き夕闇のスケルツォ』主題歌 | 2022年 |

## ライブ

### オンライン/配信ライブ
| 出演日        | タイトル                                 | 備考 |
| ------------- | ---------------------------------------- | --- |
| 2020年8月16日 | LIVE TOUR 2020 "I will..." ～have hope～ | 当初は全国ツアーとして行う予定になっていたが、新型コロナウイルス (COVID-19)感染拡大の流行を受け、全公演の開催を自粛。 後日改めオンライン形式による配信ライブが実施された。 |

### 参加ライブ

#### 2012年
- TYPE-MOON Fes.-10TH ANNIVERSARY EVENT-（7月7・8日 パシフィコ横浜国立大ホール）
- リスアニ! CIRCUIT Vol.02（7月14日 恵比寿LIQUIDROOM）
- Animelo Summer Live 2012 -INFINITY∞- 1日目（8月25日 さいたまスーパーアリーナ）
- マチ★アソビ vol.9（10月7・8日 眉山山頂林間駐車場ステージ）
- DENGEKI MUSIC LIVE!! BATTLE STAGE（10月20日 幕張メッセイベントホール）
- NHK福井放送局開局80周年プレイベント FUKUIアニソンまつり!（12月22日 みくに文化未来館）※NHK FMにて2013年2月11日に全国放送

#### 2013年
- リスアニ! LIVE 3 SUNDAY STAGE（1月27日 日本武道館）
- アクセル・ワールド×ソードアート・オンライン オフラインミーティング3（2月17日 ゆうぽうとホール）
- 九州朝日放送 KBCイチオシ!（3月3日 福岡SKALA ESPACIO）
- KAWAii!! MATSURi（4月20日 東京体育館）
- ニコニコ超会議2 ニコニコ超アニソンフェス（4月28日 幕張メッセ国際展示場）
- マチ★アソビ vol.10（5月5日 徳島新町橋東公園ステージ）
- @JAM 2013 アニソンDay supported by リスアニ!TV（6月22日 Zepp DiverCity Tokyo）
- TOYAKOマンガ・アニメフェスタ2013（6月23日 洞爺湖文化センター）
- お台場合衆国2013 めざましライブ（7月19日 青海臨時駐車場・合衆国OpenSummerスタジアムステージ）
- AnimagiC 2013（7月26-28日 ドイツ・ボン ベートーベンホール）
- 海に近い君に近い!2013（8月16日 由比ヶ浜海水浴場SEACRET BOX BY OTODAMA）
- Animelo Summer Live 2013 -FLAG NINE- 2日目（8月24日 さいたまスーパーアリーナ）
- きたまえ↑ 札幌☆マンガ・アニメフェスティバル ANI-SON LIVE 1日目（8月31日 札幌芸術の森野外ステージ）
- ANIME FESTIVAL ASIA INDONESIA 2013（9月6日・7日 ジャカルタコンベンションセンター）
- イナズマロックフェス2013 FREE AREA エンタメステージ 2日目（9月22日 滋賀県草津市烏丸半島芝生広場）
- リスアニ! CIRCUIT Vol.04（9月23日 新宿BLAZE）
- めざましLIVE ISLAND TOUR 2013 in 札幌（10月2日 Zepp Sapporo）
- マチ★アソビ vol.11（10月14日 眉山山頂林間駐車場ステージ）
- 九州朝日放送 V3秋の収穫祭（10月19日 福岡SKALA ESPACIO）
- ANIME FESTIVAL ASIA 2013（11月9日 サンテック・シンガポール国際会議展示場）
- Act Against AIDS 2013 LIVE in Centrair（12月1日 中部国際空港イベントプラザ）
- LIVE DAM presents「DCS Rally Entertainment 2013 〜Rise〜」（12月25日 六本木ニコファーレ）

#### 2014年
- リスアニ! LIVE 4 SUNDAY STAGE（1月26日 日本武道館）
- 三立都會台（中国語版） 完全櫻樂團 第貳團 動漫櫻樂之夜（3月1日 台北ATT Show Box）
- 九州朝日放送 KBCイチオシ!2014（3月2日 福岡SKALA ESPACIO）
- ニコニコ超会議3 超音楽祭2014 2日目（4月27日 幕張メッセ）
- マチ★アソビ vol.12（5月4日 徳島新町橋東公園ステージ）
- Super☆Premium vol.5（5月17日 Zepp Nagoya）
- GO LIVE VOL.2（6月20日 EX THEATER ROPPONGI）
- 「ソードアート・オンラインII」放送開始記念SPライブ（6月26日 新宿BLAZE]）
- Anime Expo 2014（7月4日　ロサンゼルス・コンベンション・センター）
- 音霊 OTODAMA SEA STUDIO 2014〜KAWAII 2014〜（7月13日 逗子市逗子海岸OTODAMA SEA STUDIO）
- お台場新大陸2014 めざましライブ（7月22日 青海臨時駐車場・新大陸GreatSummerスタジアムステージ）
- 世界コスプレサミット 前夜祭 NAGOYAアニソンフェス2014 World（8月1日 名古屋市公会堂）
- Animelo Summer Live 2014 -ONENESS- 1日目（8月29日 さいたまスーパーアリーナ）
- きたまえ↑ 札幌☆マンガ・アニメフェスティバル 野外アニソンライブ「アニフォレ」 2日目（9月15日 札幌芸術の森野外ステージ）
- 平安神宮奉納LIVE2014 古今一堂！NIPPON NIGHT（9月21日 平安神宮特設舞台）
- ELECTRICK Halloween 2014（10月31日 西武園ゆうえんち）
- J-FEST 2014（11月30日 ロシア・モスクワ コスモスホテル）

#### 2015年
- リスアニ! LIVE 5 SATURDAY STAGE（1月24日、日本武道館）
- Natsumatsuri 2015 (2月28日、ペルー)
- Anime Festival Asia Thailand 2015（5月2日、タイ）
- お台場夢大陸 めざましライブ2015（8月15日、夢大陸オマツリランド内　SUMMER GATE スタジアム）
- きたまえ↑札幌☆マンガ・アニメフェスティバル（9月12日）
- イナズマロックフェス 2015 1日目（9月19日、滋賀県草津市烏丸半島芝生広場）
- COUNTDOWN JAPAN 15/16（12月28日、幕張メッセ）

#### 2016年
- リスアニ!LIVE 2016（1月23日、日本武道館）
- J-WAVE INNOVATION WORLD FESTA 2016（5月14日、筑波大学　大学会館）
- Anime Expo Anisong World Matsuri 〜Japan Super Live〜（7月2日、マイクロソフトシアター）
- Hanno Green Carnival 2016 〜Family, Fun in Fairy's Forest〜“ライブメッツァ”1日目（8月6日、駿河台大学内特設ステージ）
- ROCK IN JAPAN FESTIVAL 2016（8月7日、国営ひたち海浜公園）

#### 2018年
- Animelo Summer Live 2018 "OK!" （8月24日、さいたまスーパーアリーナ）
- 7 th ABU TV SONG FESTIVAL 2018 in Ashgabat（10月2日、トルクメニスタン）

#### 2019年
- MadFest Sydney 2019（3月16日、オーストラリア・シドニー）
- ROCK AX Vol.2（4月19日、TDCホール）
- SACRA MUSIC FES.2019 –NEW GENERATION-(5月18‐19日、幕張メッセ)
- Animelo Summer Live 2019 -STORY-（9月1日、さいたまスーパーアリーナ）
- 第7回 Act Against AIDS 2019 in SENDAI（12月1日、仙台Rensa）
- 京 Premium Live 2019（12月8日、ロームシアター京都）

#### 2020年
- リスアニ!LIVE 2020 SATURDAY STAGE(2月8日、幕張メッセ)
- ソードアート・オンライン アリシゼーション -After War-（11月8日、立川ステージガーデン）
- AFA SINGAPORE 2020 ～ONLINE～（12月5日）

#### 2021年
- Sony Music AnimeSongs ONLINE 日本武道館(1月3日（配信）)
- オダイバ!!超次元音楽祭　－ヨコハマからハッピーバレンタインフェス2021－（2月13日、ぴあアリーナMM）
- Animelo Summer Live 2021 -COLORS-（8月27日、さいたまスーパーアリーナ）
- ANIMAX MUSIX 2021 Part2（11月20日、横浜アリーナ）

#### 2022年
- Sony Music AnimeSongs ONLINE 2022（1月8日）
- リスアニ! LIVE 2022 SATURDAY STAGE（1月22日、日本武道館）
- Anime Village in Jeddah Season 2022（5月20日、サウジアラビア・ジェッダ）
- Animelo Summer Live 2022 -Sparkle-（8月27日、さいたまスーパーアリーナ）
- SACRA MUSIC FES. 2022 -5th Anniversary-(11月26‐27日、幕張メッセイベントホール)

#### 2025年
- anitopia Sapporo 2025（4月6日、Zepp Sapporo）
- 回憶相対論 vol.2（4月26日、中国）
- Anime Festival Asia Indonesia 2025（6月7日、インドネシア）
- Animelo Summer Live 2025 -ThanXX-（8月29日、さいたまスーパーアリーナ）
- OH MY!KOBE〜summer chronicle〜 （8月31日、GLION ARENA KOBE）
- ナガノアニエラフェスタ2025 （9月14日、長野県佐久市 駒場公園）

## 出演

### ラジオ番組
- EIR⇔LINE（AIR-G'、2012年10月4日 - 2013年3月27日 水曜日20:30 - 20:55）